# Paulo Gonçalves (Rennfahrer)

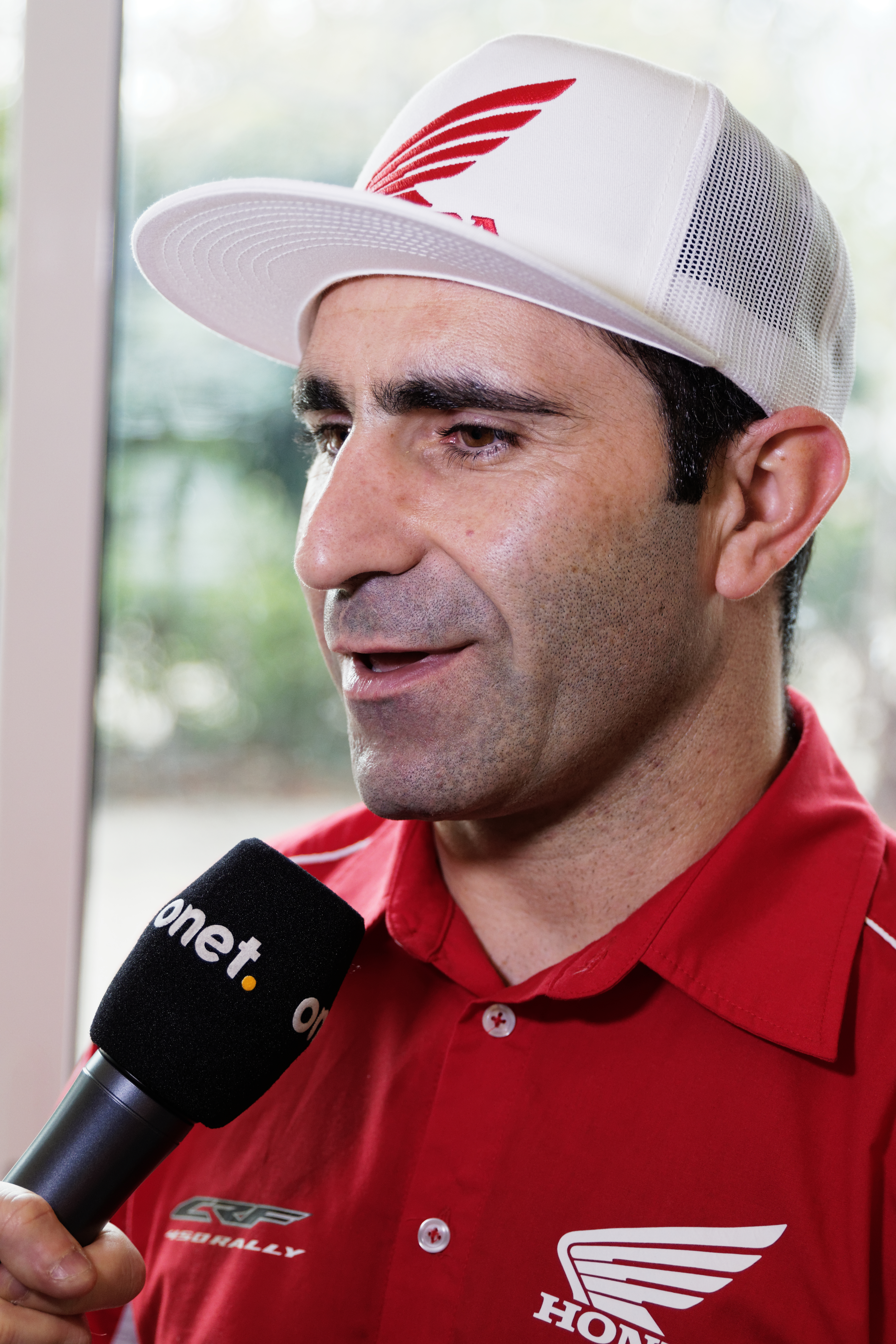
Paulo Gonçalves (Rallye Dakar 2016)

Paulo Gonçalves (* 5. Februar 1979 in Gemeses; † 12. Januar 2020 in Layla) war ein portugiesischer Motorradrennfahrer.

## Karriere
Gonçalves war mehrfacher Titelgewinner in verschiedenen Motocross-, Supercross- und Enduro-Wettbewerben und Top-10-Fahrer der Rallye Dakar. Als Gesamtsieger der FIM Cross-Country Rallies World Championship 2013 wurde er Weltmeister. Er nahm seit 2006 überwiegend für das Honda-Werksteam an der Rallye Dakar teil. Im Jahr 2015 fuhr er hinter Marc Coma als Zweiter ins Ziel. 2020 wechselte er zum indischen Hero-Team.

### Tod bei der Rallye Dakar
Bei der 2020er Ausgabe der Rallye Dakar stürzte Gonçalves mit einer Hero 450 Rally während der 7. Etappe am 12. Januar. Nachdem er von Toby Price, Luc Alphand und Štefan Svitko bewusstlos mit Herzstillstand aufgefunden und vom Rettungsteam reanimiert worden war, transportierte man ihn per Hubschrauber in ein nahe gelegenes Krankenhaus in Layla, in dem er für tot erklärt wurde.